# Sainte-Geneviève-des-Bois (Essonne)
Sainte-Geneviève-des-Bois is een gemeente in het Franse departement Essonne (regio Île-de-France). De gemeente telde 35.714 inwoners op 1 januari 2022. De plaats maakt deel uit van het arrondissement Palaiseau.

## Geschiedenis
Het kasteel van Sainte-Geneviève-des-Bois werd grotendeels afgebroken in 1804. De 18e-eeuwse kerk werd ernstig beschadigd na een blikseminslag in augustus 1875 en werd vervangen door een nieuwe kerk. In 1963 werd de eerste hypermarkt van Frankrijk (van Carrefour) geopend in de gemeente.

## Bezienswaardigheden
Sainte-Geneviève-des-Bois is bekend om haar kerkhof van Russische emigranten. Vanaf 1917 werden Russische emigranten opgevangen in het Château de la Cossonnerie. Vanaf 1926 worden overleden Russen begraven op een Russische necropolis op de gemeentelijke begraafplaats. Hier liggen beroemdheden begraven als Felix Joesoepov, Ivan Boenin en Roedolf Noerejev. Er werd in de jaren 1930 ook een Russisch-Orthodoxe kerk gebouwd naar ontwerp van Albert Benois.
Andere bezienswaardigheden zijn:
- Middeleeuwse donjon met 18e-eeuwse bijgebouwen
- Kerk (1876)
- Serre (1979)

## Geografie
De oppervlakte van Sainte-Geneviève-des-Bois bedroeg op 1 januari 2022 9,27 vierkante kilometer; de bevolkingsdichtheid was toen 3.852,6 inwoners per km².
De gemeente ligt in het noordwesten aan de Orge.
De onderstaande kaart toont de ligging van Sainte-Geneviève-des-Bois met de belangrijkste infrastructuur en aangrenzende gemeenten.

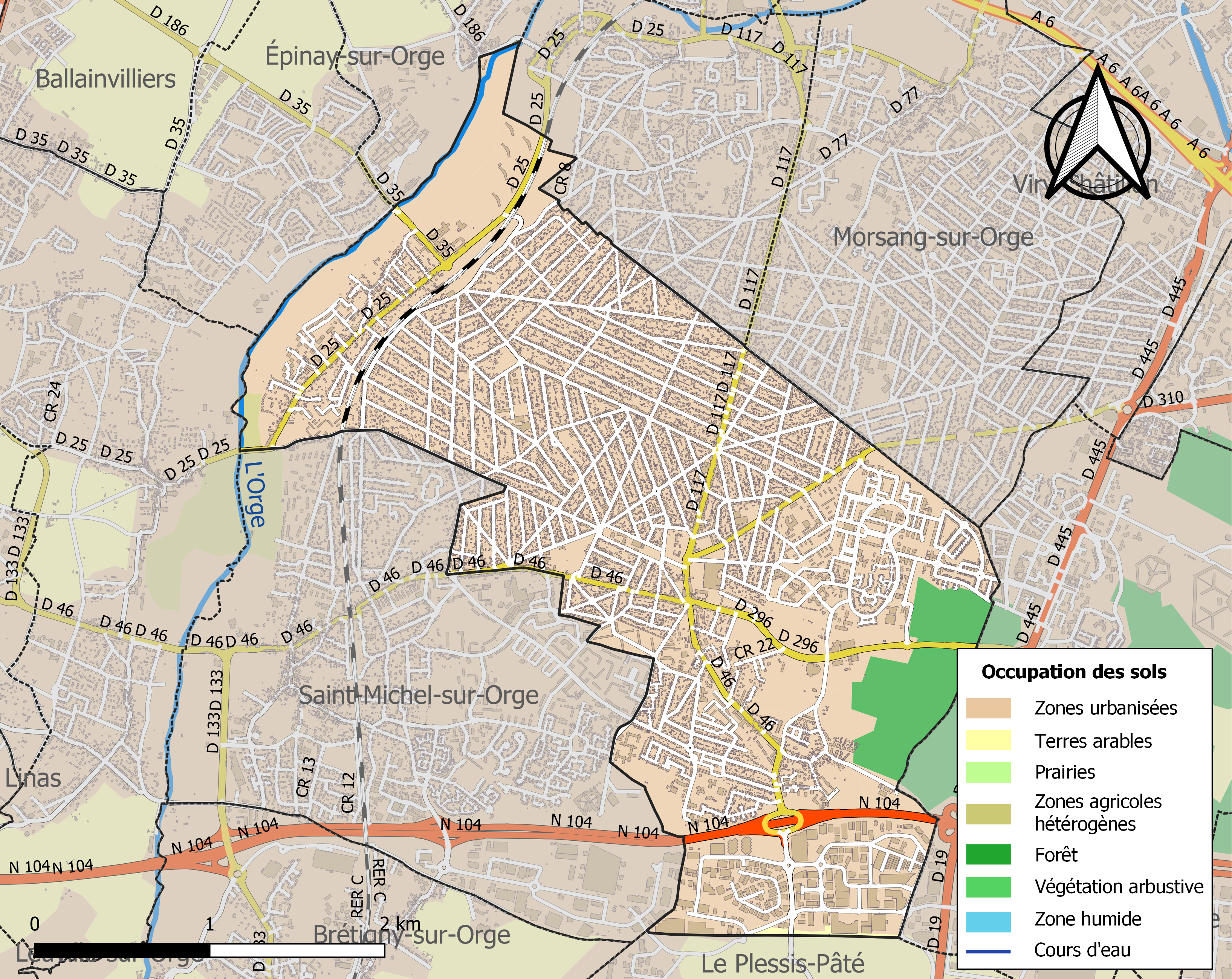

## Demografie
Onderstaande figuur toont het verloop van het inwonertal (bron: INSEE-tellingen).